# Pierra Besse

La Pierra Besse est un bloc erratique situé dans le canton de Vaud en Suisse. Il est localisé en forêt sur le territoire de la commune de Bex, sur le versant nord de la colline du Montet, à 508 m d'altitude.

## Caractéristiques
La Pierra Besse est un bloc erratique calcaire dressé et fendu en deux possédant une hauteur de 15 m et un volume de 1 500 m3. 

## Géologie
Ce bloc erratique, tout comme son voisin le Bloc Monstre, provient probablement de la chaîne de l'Argentine dans les Alpes vaudoises. Il a été déposé dans la vallée du Rhône à son emplacement actuel par le glacier de l'Avançon lors de la dernière glaciation, la glaciation de Würm. 

## Conservation et inscription

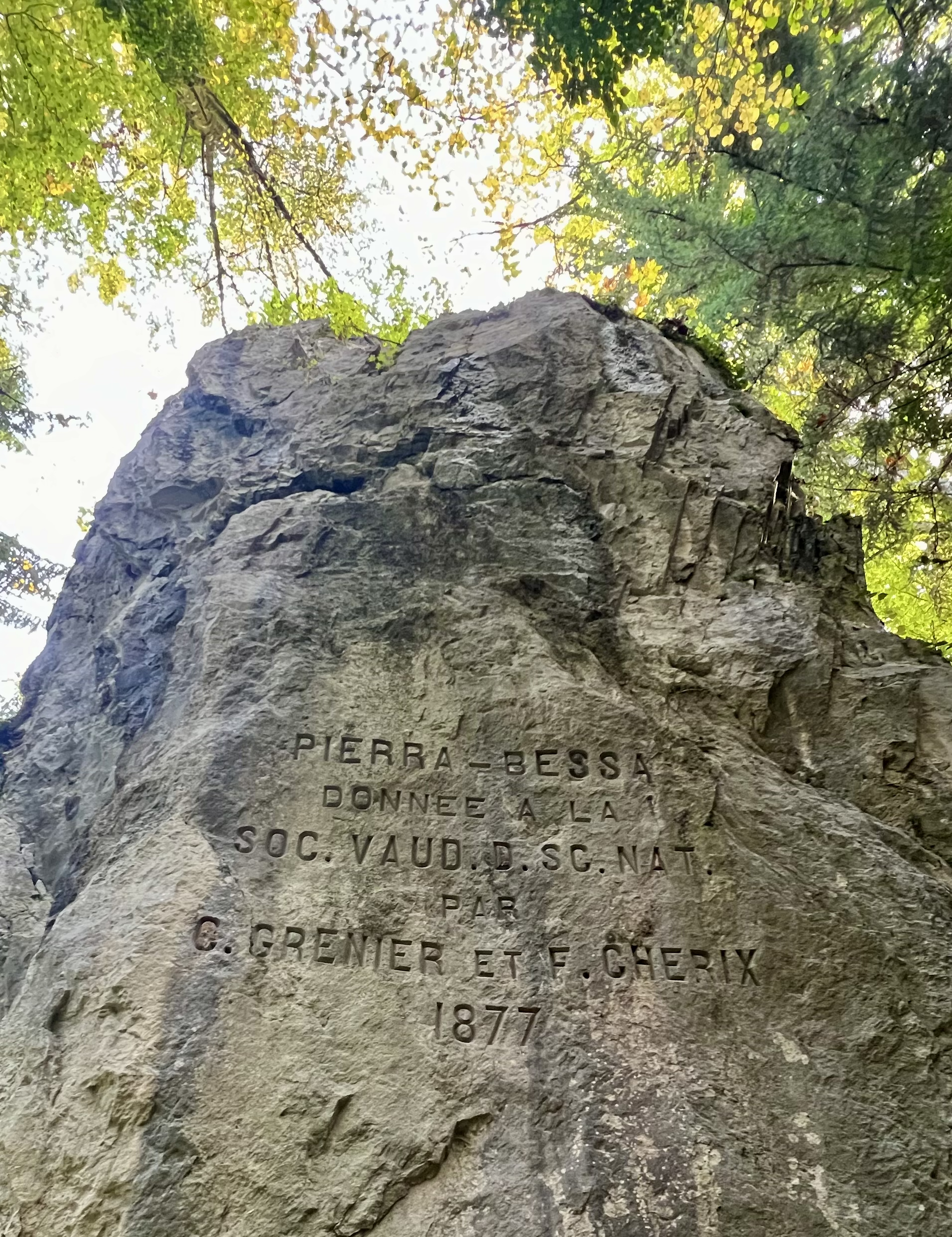
Inscription sur la Pierra Besse

En 1877, ces blocs furent reçus en don par la Société vaudoise de sciences naturelles lors de la réunion de la Société helvétique des sciences naturelles à Bex. La Pierra Bessa porte l'inscription gravée suivante : « Pierra-Bessa donnée à la Soc. Vaud. D. Sc. Nat. Par C. Grenier et F. Cherix 1877. ».
Ce bloc, ayant une valeur historique pour les sciences naturelles et la protection de la nature, est classé à l'Inventaire cantonal des monuments naturels et des sites (IMNS).